# 阿奇新园蛛
阿奇新园蛛（学名：Neoscona achine）为园蛛科新园蛛属的动物。分布于印度、锡金以及中国大陆的西藏等地，主要栖息于庭院。该物种的模式产地在印度。